# Preajba (Dolj)
Preajba ist ein Dorf im Kreis Dolj in der Region Kleine Walachei in Rumänien. Es ist Teil der Gemeinde Malu Mare.
Preajba liegt am gleichnamigen Bach und an der Dorfstraße (drum comunal) DC 93 etwa drei Kilometer östlich vom Drum național 55 entfernt. Drei Kilometer nördlich vom Gemeindezentrum und sieben Kilometer südöstlich von der Kreishauptstadt Craiova entfernt liegt das Dorf auf dem ein Quadratkilometer großen Naturschutzgebiet Preajba-Făcăi. Die bei Preajba nördlich gelegene Seen, befinden sich auf einer Fläche von 28 Hektar.
Die orthodoxe Kirche im Ort wurde im 17. Jahrhundert errichtet und 1779 erneuert.